# 凹室

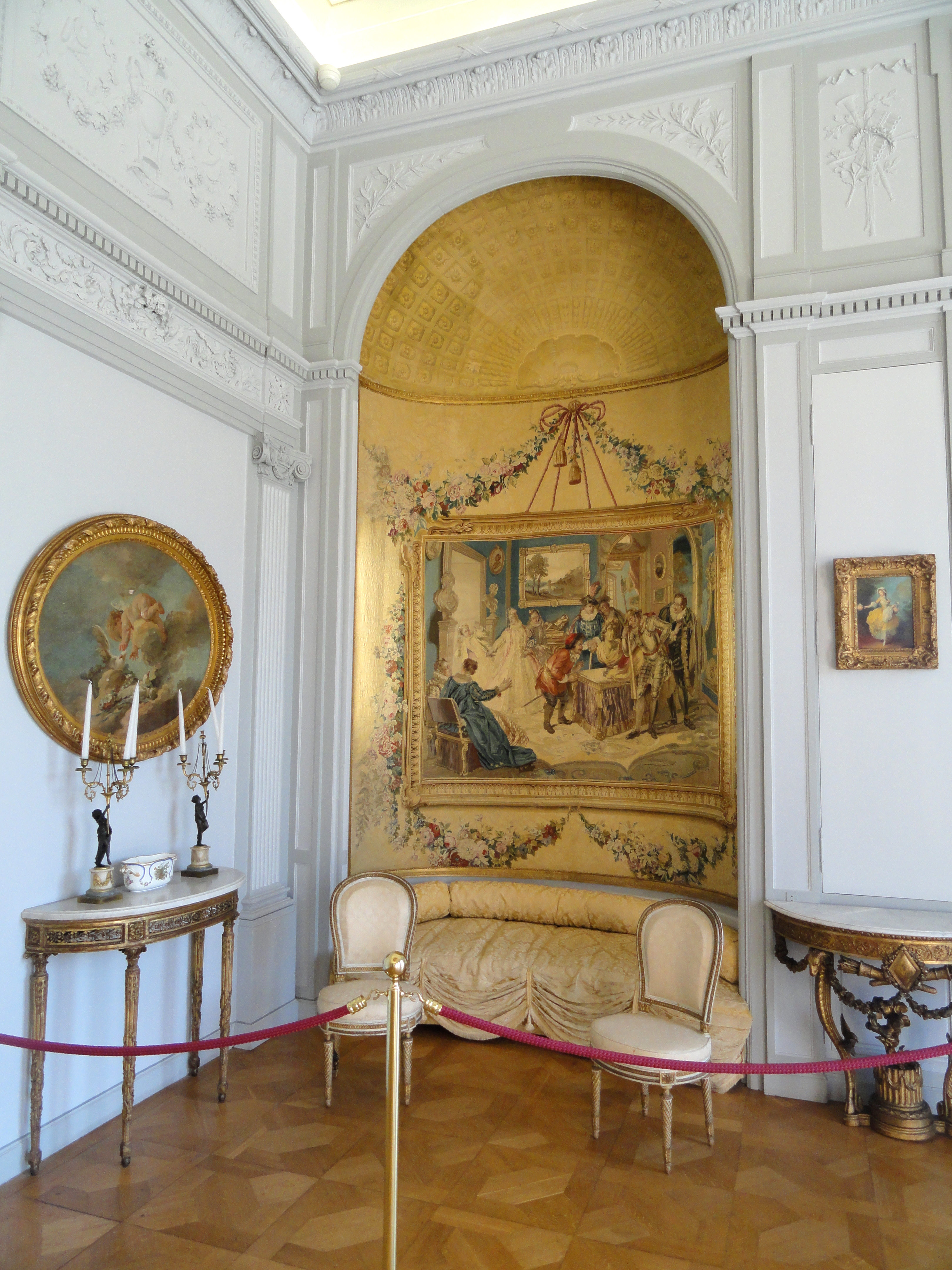
罗斯柴尔德花园别墅中的凹室

在建筑学中，凹室（英語：alcove）是房间的小型凹陷部分或墙壁的拱形开口，通常被墙壁、柱子、栏杆等垂直建筑构件半包围。